# Головач Яків Павлович
Яків Павлович Голова́ч (9 грудня 1923 — 23 березня1945) — радянський офіцер-танкіст, Герой Радянського Союзу (1945).

## Життєпис
Яків Головач народився 9 грудня 1923 року у селі Паліївка (нині — Ямпільський район Сумської області України) у селянській родині. Українець. Закінчив 10 класів школи.
У червні 1941 року Головач був призваний на службу до Робітничо-селянської Червоної Армії. У 1942 році він закінчив Харківське танкове училище у Чирчику. З вересня того ж року— на фронтах німецько-радянської війни.
Брав участь у боях на Ленінградському та 1-му Білоруському фронтах. У 1943 році був поранений. До січня 1945 року старший лейтенант Яків Головач командував ротою 220-ї окремої танкової бригади 5-ї ударної армії 1-го Білоруського фронту. Відзначився під час визволення Польщі. Успішно захоплював міста Скерневиці, Стшельно, Коло, Гнезно, Вонгровець, Фрідеберг, Штольценберг та інші.
Рота була включена до складу рухомої групи армії та разом з іншими підрозділами групи зробила 70-кілометровий марш-кидок, вийшовши в тил німецьких військ, та захопила плацдарм на західному березі Одеру у районі населеного пункту Кініц на північ від Зелова. За період з 14 по 31 січня 1945 року рота Головача знищила 6 танків, 27 протитанкових гармат, а також велику кількість ворожих солдатів та офіцерів.
Капітан Я. П. Головач загинув у бою 23 березня 1945 року. Похований у польському місті Дембно.

## Звання та нагороди
24 березня 1945 року капітану Я. П. Головачу присвоєно звання Героя Радянського Союзу.
Також нагороджений:
- орденом Леніна
- орденом Вітчизняної війни І ступеня
- орденом Червоної Зірки
- медалями

## Вшанування пам'яті
На честь Головача була названа школа та вулиця у Паліївці.